# Самохвалов Андрій Вікторович
Андрій Вікторович Самохвалов (народився 10 травня 1975 у м. Усть-Каменогорськ, СРСР) — казахський хокеїст, правий нападник. Майстер спорту. 
Виступав за «Торпедо» (Усть-Каменогорськ), «Авангард» (Омськ), «Металург» (Новокузнецьк), «Салават Юлаєв» (Уфа), «Спартак» (Москва), МВД (Твер), «Хімік» (Воскресенськ), «Торпедо» (Нижній Новгород), «Хімволокно» (Могильов).
У складі національної збірної Казахстану учасник Олімпійських ігор 2006, учасник чемпіонатів світу 1999 (група А), 2000 (група В), 2004 (група А), 2006 (група А), 2009 (група А).